# Scheune Bargloy 20
Die Scheune Bargloy 20 in Wildeshausen, Bargelower Weg, Bauerschaft Bargloy, stammt aus dem 19. Jahrhundert. Sie wird auch heute (2023) als Scheune  genutzt.
Das Gebäude steht unter Denkmalschutz.

## Geschichte
Die eingeschossige giebelständige Fachwerkscheune mit Lehmausfachungen (teilweise durch Kalksandstein ersetzt), mit zwei Querdurchfahrten und Satteldach sowie verbohltem Giebeldreieck wurde wohl in der 1. Hälfte des 19. Jahrhunderts gebaut.
Die Landesdenkmalpflege befand: „... geschichtliche Bedeutung ... als beispielhafte Fachwerkscheune der 1. Hälfte des 19. Jhs. ...“.